# Gipsskinne
En gipsskinne er en særlig bandage, der anvendes til at stabilisere knoglebrud. Navnet gipsskinne er ofte misvisende, idet mange skinner i dag laves af et plastmateriale eller af kulfiber; oprindeligt anvendtes skinner fremstillet af gips, og de ses stadig anvendt i dag.
| Sygdom | Spire Denne artikel om sygdom er en spire som bør udbygges. Du er velkommen til at hjælpe Wikipedia ved at udvide den. |